# Masacre en autobús de Dhilwan
La masacre de Dhilwan Bus de 1983 fue una masacre de 6 hindúes por extremistas sij en medio de la insurgencia en Punjab . Ocurrió el 5 de octubre de 1983, cuando un autobús que iba de Dhilwan, en el distrito de Kapurthala, a Jalandhar, fue atacado por militantes sijs, en el que seis pasajeros hindúes fueron asesinados a tiros en Dhilwan, en el estado norteño de Punjab, India . 
Esta masacre de autobuses en Punjab por militantes sikh pro-Khalistan ejerció una inmensa presión sobre el gobierno indio . Un día después del incidente, el gobierno estatal fue destituido y se impuso el gobierno del presidente en Punjab .

## Fondo
A raíz del deterioro de las negociaciones entre Indira Gandhi y varios grupos sikh, estallaron ataques terroristas sikh en las semanas de septiembre a octubre de 1983, en los que 20 personas murieron y otras 18 resultaron heridas.

## Incidente
Según informes oficiales, los terroristas sikh pidieron a los 20 pasajeros a bordo que declararan su afiliación religiosa y posteriormente pusieron en fila a 7 hombres hindúes y les dispararon. Uno de ellos, mientras le disparaban, fingió estar muerto. 

## Secuelas
El movimiento Khalistan alcanzó su apogeo en la India en las décadas de 1980 y 1990. Después de la década de 1990, la insurgencia de Khalistan se extinguió y el movimiento no logró alcanzar sus objetivos debido a múltiples razones, incluida una fuerte represión policial contra los separatistas, luchas internas entre facciones y la desilusión de la población sij.
Las décadas de 1980 y 1990 a menudo se consideran días oscuros en Punjab debido a la violencia generalizada tanto de la policía de Punjab como de los militantes pro-Khalistan, ya que la policía adoptó un enfoque de mano dura al enfrentar la insurgencia armada, mientras que los militantes también estaban involucrados. en asesinatos a gran escala.[4] En octubre de 1983, tras el asesinato de varios pasajeros de autobús hindúes a manos de militantes, se impuso una "regla de emergencia" en Punjab, que continuó durante una década.[5]
En junio de 1984, la primera ministra Indira Gandhi ordenó la Operación Estrella Azul, una operación militar india, para expulsar al líder religioso militante pro-Khalistan Jarnail Singh Bhindranwale y sus seguidores armados del Templo Dorado en Amritsar, Punjab. El 31 de octubre de 1984, Indira Gandhi fue asesinada en Nueva Delhi por sus dos guardias de seguridad sikh en represalia por la Operación Estrella Azul.[7] El asesinato desencadenó los disturbios anti-sij de 1984 en Nueva Delhi, en los que murieron un gran número de sijs.[8] En junio de 1985, el vuelo 182 de Air India, que operaba desde Montreal, Canadá, fue bombardeado en ruta a Londres sobre el Océano Atlántico, como resultado de explosivos colocados por militantes sij pro-Khalistan; y todos los pasajeros a bordo murieron.[9]
Además, en agosto de 1995, el ministro Principal de Punjab, Beant Singh, murió en un atentado suicida, del que se atribuyó la responsabilidad el grupo pro-Khalistan Babbar Khalsa.[10] Si bien los militantes pro-Jalistan disfrutaron de cierto apoyo entre la comunidad sikh de Punjab en el período anterior, este apoyo desapareció gradualmente.[11] Con una economía debilitada, un apoyo cada vez menor y un aumento de las operaciones de las fuerzas de seguridad indias, la militancia en Punjab terminó efectivamente a mediados de los años 1990.[12]